# Southglenn
Southglenn es un lugar designado por el censo ubicado en el condado de Arapahoe en el estado estadounidense de Colorado. En el año 2000 tenía una población de 43.520 habitantes y una densidad poblacional de 1.725,2 personas por km².

## Geografía
Southglenn se encuentra ubicada en las coordenadas 39°35′30″N 104°57′25″O / 39.59167, -104.95694.

## Demografía
Según la Oficina del Censo en 2000 los ingresos medios por hogar en la localidad eran de $69.833, y los ingresos medios por familia eran $77.405. Los hombres tenían unos ingresos medios de $53.282 frente a los $35.754 para las mujeres. La renta per cápita para la localidad era de $32.699. Alrededor del 2,6% de la población estaban por debajo del umbral de pobreza.